# Smögens fiskauktion
Smögens fiskauktion är en auktion för fisk och skaldjur i början på Smögenbryggan på Smögen i Sotenäs kommun.

## Historia
Smögens fiskauktion startades redan 1919 då Smögen fortfarande var ett municipalsamhälle. Genom auktionen såldes sill och makrill från fiskebåtarna i Skagerrak, medan övrig fångst lämnades direkt till fiskhandlarna precis som man tidigare hade gjort med all fångst. Anledningen till auktionen startades var att fiskarna hade svårt att få ett acceptabelt pris på fångsten, då priset tidigare hade styrts helt av uppköparen.
1939 utökades verksamheten även till skaldjur och övrig fisk och året därpå byggdes en ny fiskhall på Holmen, som ligger på den lilla ön Kleven mittemot Smögenbryggan. 1961 inviges de nuvarande lokalerna, som ligger precis i början på Smögenbryggan, och 1974 gick auktionerna i Kungshamn och Smögen ihop.
2005 övergick Smögens fiskauktion från att vara en lokal auktion, till en auktion över internet med kunder från hela Europa. Skaldjur står för den största omsättningen. Den höga kvaliteten har gjort "Smögenräkor" till ett välkänt begrepp.

## Galleri

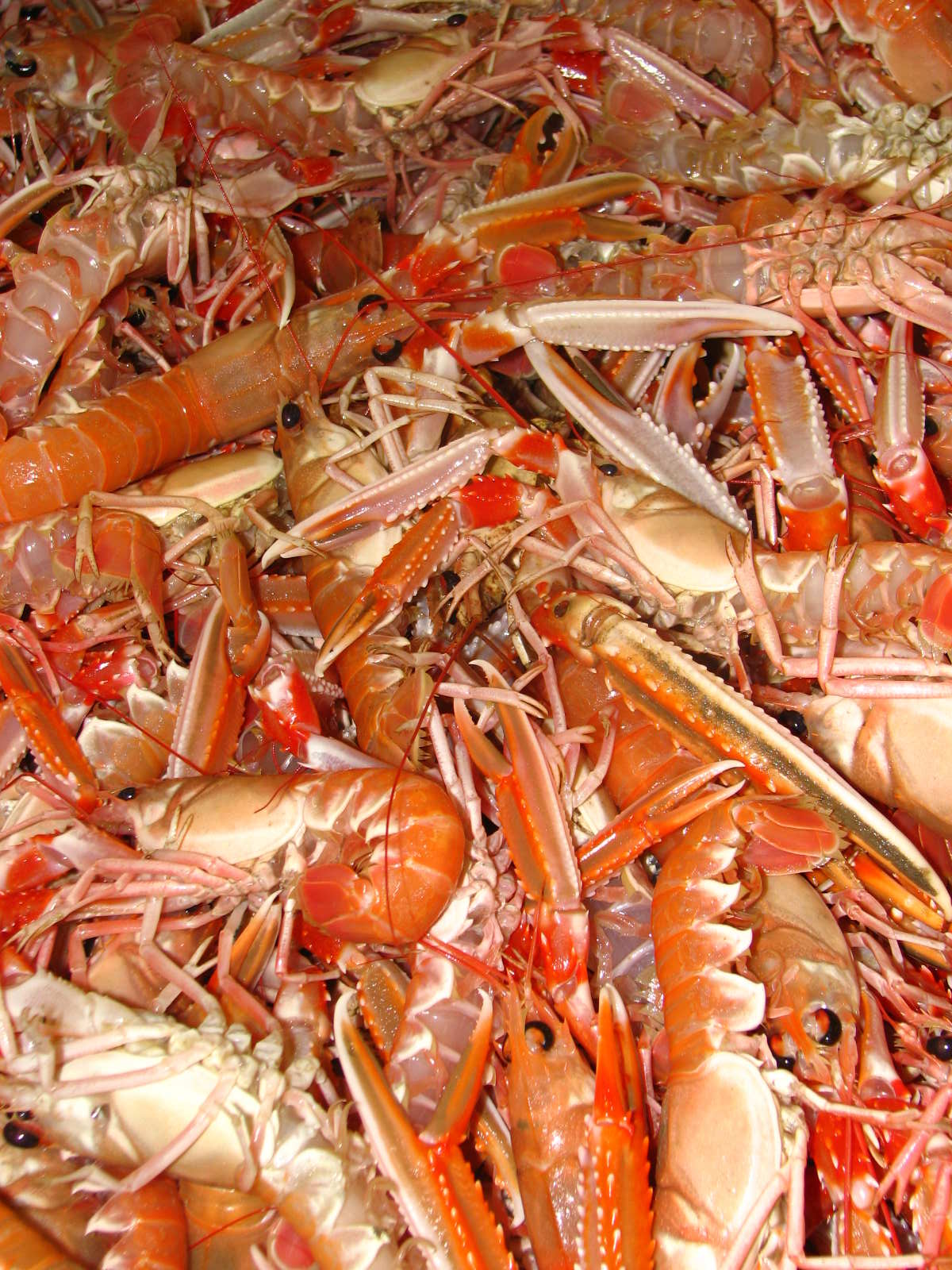
Havskräfta
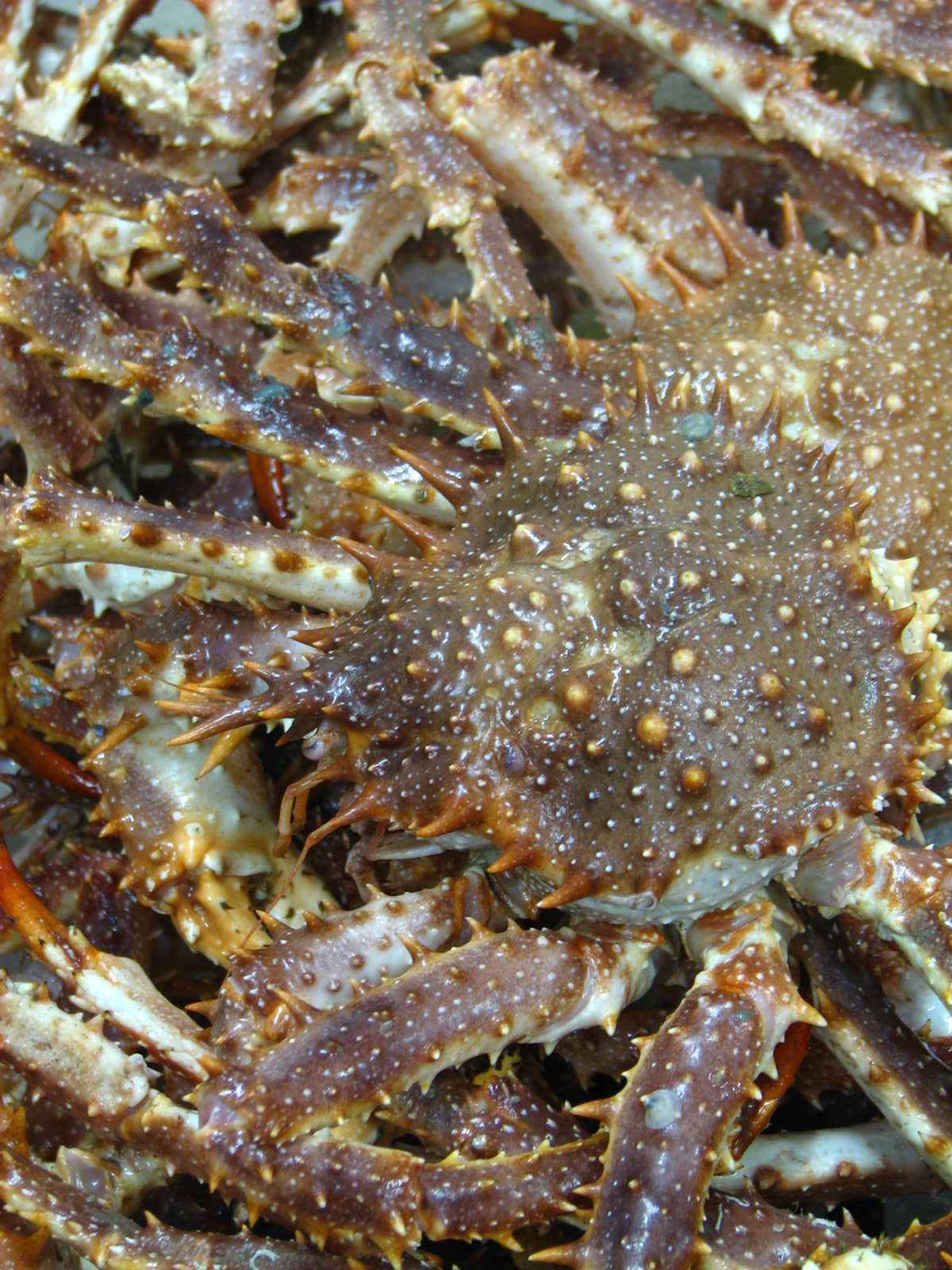
Krabba
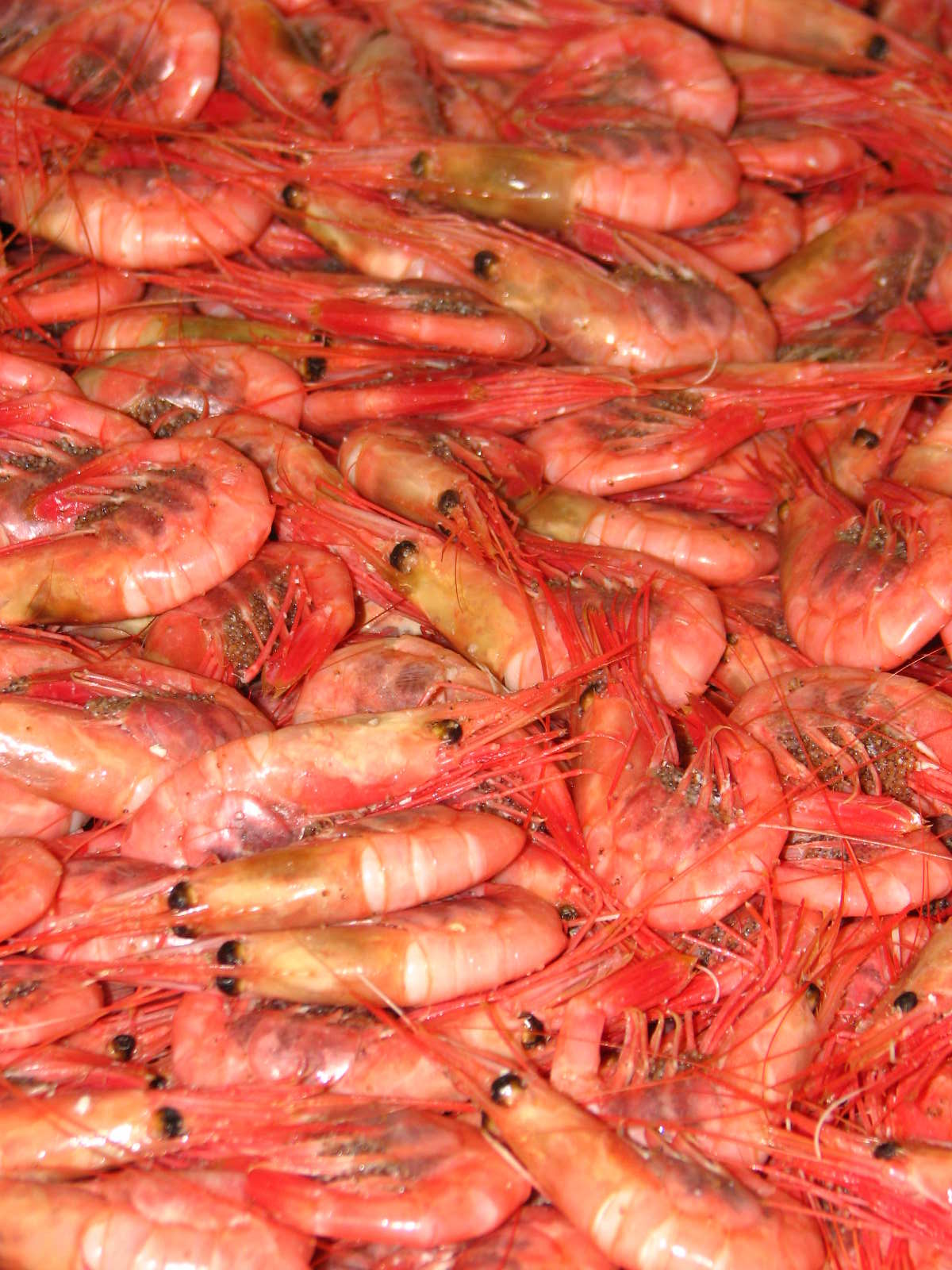
Smögenräkor
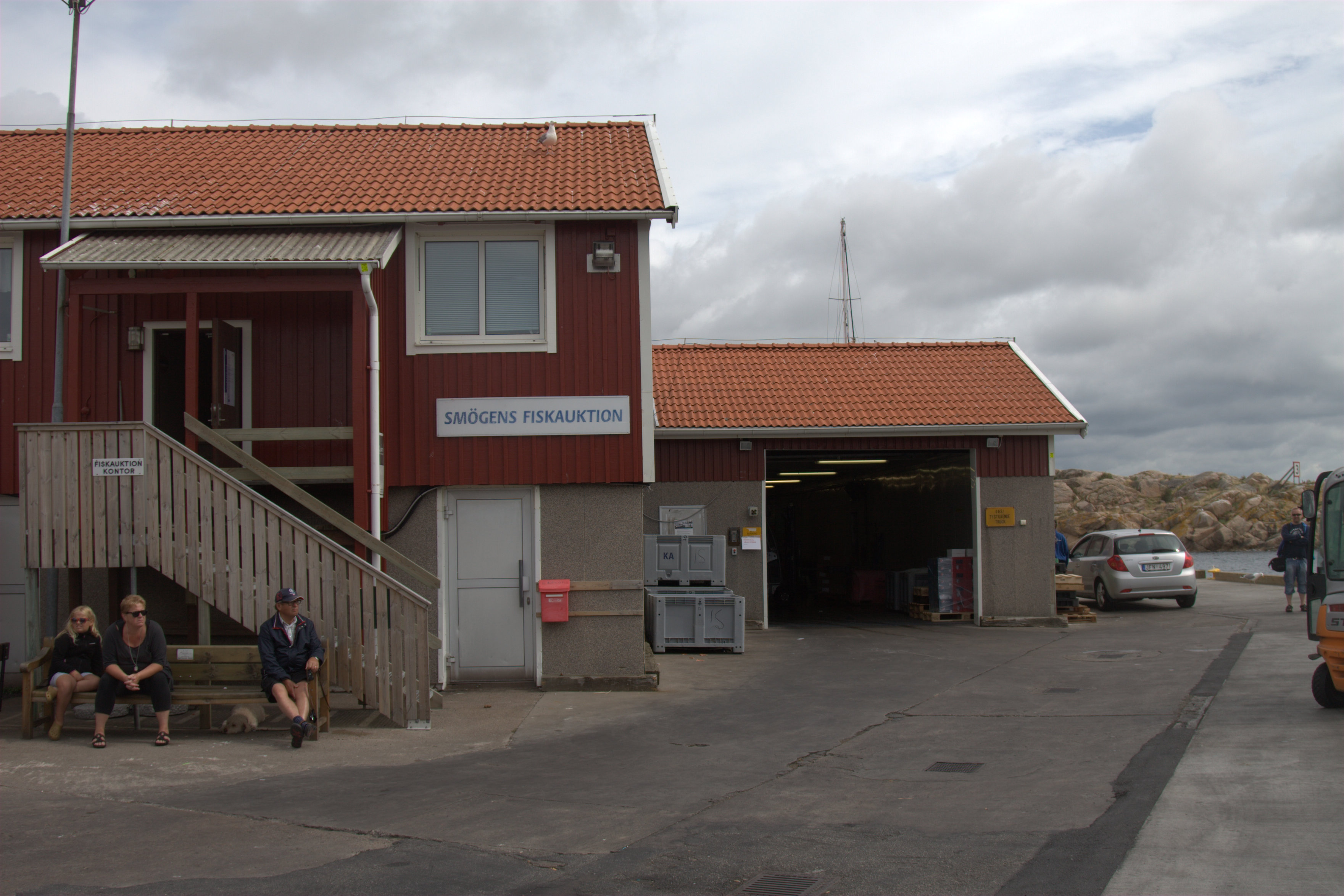
Smögens fiskauktion, 2014
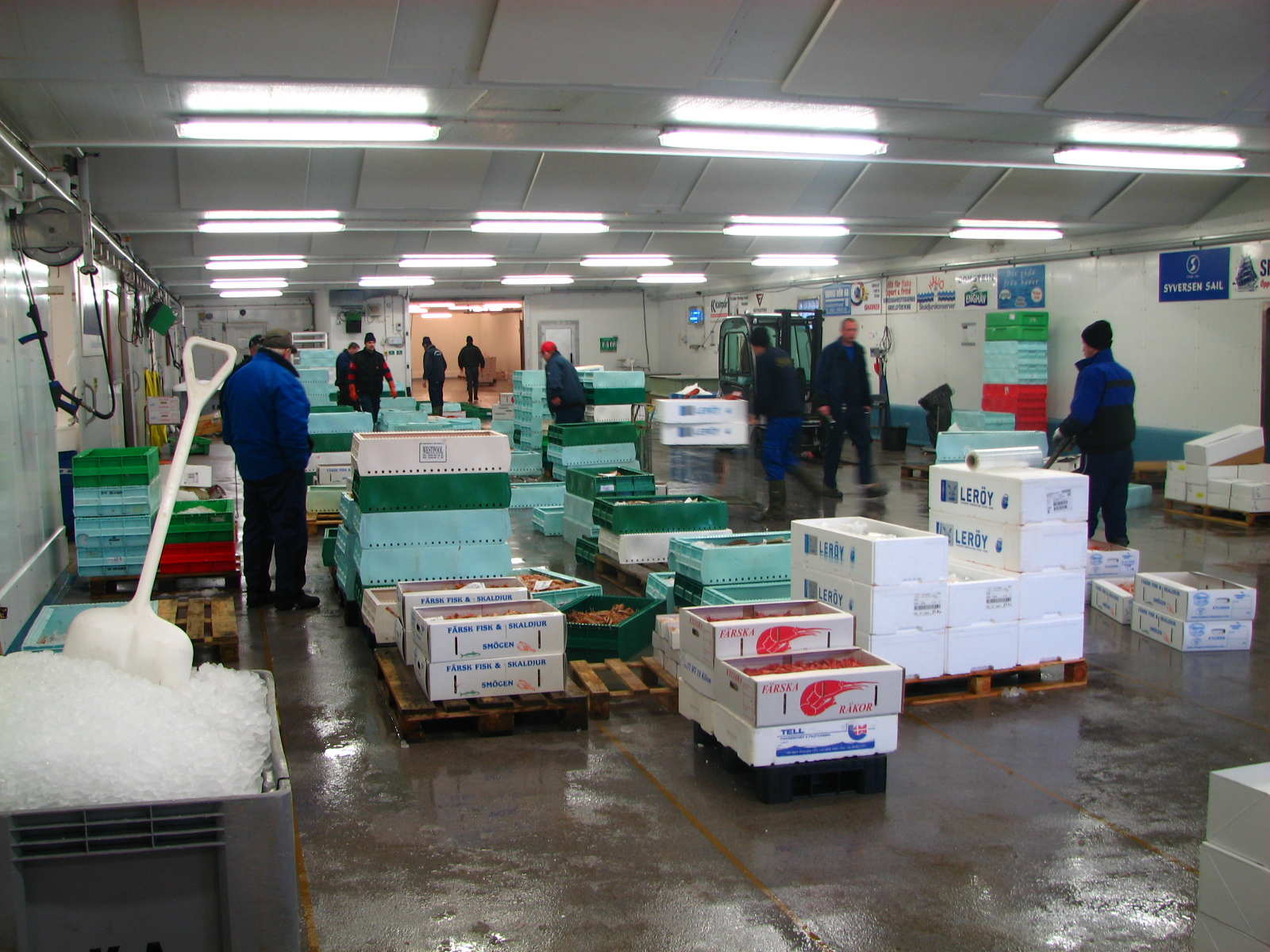
Inne i fiskhallarna
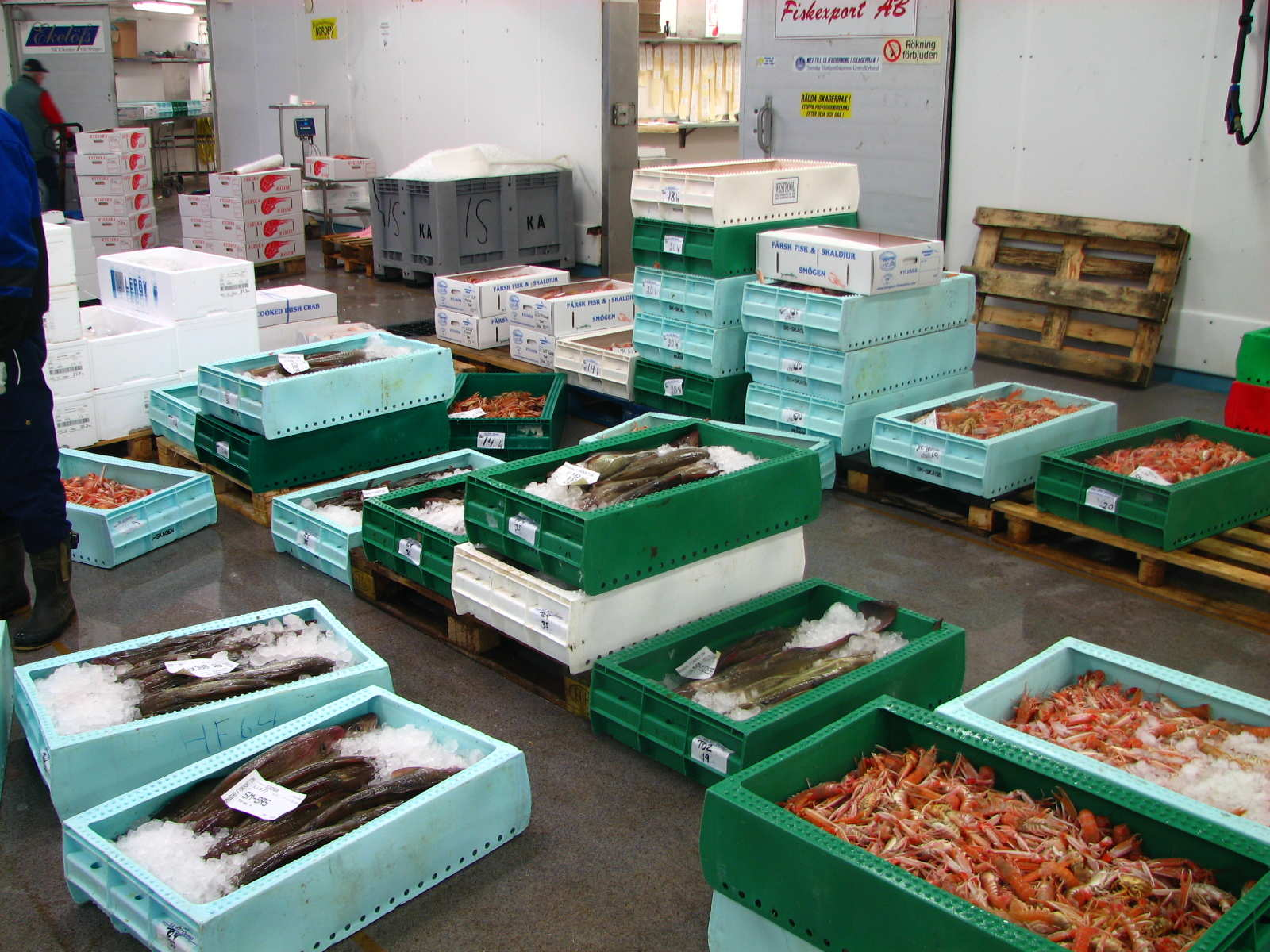
Inne i fiskhallarna